# Olophoeus
Olophoeus là một chi bọ cánh cứng trong họ 
Elateridae.
Chi này được miêu tả khoa học năm 1859 bởi Candèze.

## Các loài
Các loài trong chi này gồm:
- Olophoeus brunneiventris (Schwarz, 1859)
- Olophoeus brunneus Girard, 1974
- Olophoeus brunnipennis Schwarz
- Olophoeus christophei Girard, 1974
- Olophoeus cinnamomeus Schwarz
- Olophoeus elgonensis Fleutiaux, 1935
- Olophoeus gaedikei Girard, 1974
- Olophoeus gerstaeckeri Fleutiaux, 1935
- Olophoeus gibbus Candèze, 1859
- Olophoeus granulipennis Candeze
- Olophoeus mechowi Candeze
- Olophoeus melancholicus (Candèze, 1881)
- Olophoeus minutus Schwarz
- Olophoeus nubilus Kluge
- Olophoeus parallelus (Candèze, 1859)
- Olophoeus protensus Gerstaecker
- Olophoeus rugosus Schwarz
- Olophoeus russatus Fairmaire
- Olophoeus semiferrugineus Schwarz
- Olophoeus transvallensis Girard, 1974